# Teorema de Cartan-Hadamard
O Teorema de Cartan-Hadamard é uma afirmação em geometria riemanniana concernente a estrutura de variedades riemannianas completas de  curvaturas seccionais não-positivas. O teorema afirma que a cobertura universal de tal variedade é difeomórfica a um espaço euclideano via o mapeamento exponencial naquele ponto. Isto foi primeiramente provado por Hans Carl Friedrich von Mangoldt para superfícies em 1881 e independentemente por Jacques Hadamard em 1898. Élie Cartan generalizou o teorema para variedades riemannianas em 1928 (Helgason 1978; do Carmo 1992; Kobayashi & Nomizu 1969). O teorema foi posteriormente generalizado para uma grande classe de espaços métricos por Mikhail Gromov em 1987; provas detalhadas foram publicadas por Ballmann (1990).